# Indianerterritoriet
Indianerterritoriet var et landområde som USA reserverede til brug for de oprindelige amerikanere. Områdets grænser blev vedtaget ved en lov i 1834, men selve området havde eksisteret i flere år og havde sine rødder i en gammel engelsk lov fra 1763, der forbød hvide nybyggere at slå sig ned vest for Appalacherne. I 1834 var Indianerterritoriet dog for længst reduceret til at omfatte land vest for Mississippi-floden.
Oprindeligt dækkede begrebet "indianer territorier" alle de områder, som USA's regering havde forbeholdt de oprindelige amerikanske stammer. Disse områder var uorganiserede i modsætning til de territorier, fx Missouri-territoriet, som var beregnet til hvide nybyggere.
Efterhånden kom begrebet Indianerterritoriet dog til at dække et område vest for Mississippi-floden, primært i den nuværende stat Oklahoma, hvor det var hensigten, at alle indianerstammer, der boede øst for Mississippi-floden, skulle flyttes til. Også en række af de stammer, der var bosat længere mod vest, skulle flyttes til Indianerterritoriet. Da kongressen i 1830 vedtog Indian Removal Act, bemyndigede den præsidenten, på det tidspunkt Andrew Jackson, til at forhandle om, at at alle indianere øst for Mississippi, primært De fem civiliserede stammer, skulle flytte til Indianerterritoriet. Også Shawneerne, Cheyennerne, Apacherne og Comancherne foruden flere andre stammer blev tvunget til at flytte til Indianerterritoriet, hvor der i øvrigt allerede boede flere stammer, fx Osagerne.
Efterhånden blev løftet om, at hvide nybyggere ikke måtte slå sig ned i Indianerterritoriet brudt, og i 1880'erne og 1890'erne kom mange hvide til området, ikke mindst i forbindelse med Oklahoma Land Race i 1893, hvor cherokesernes område blev åbnet for hvide nybyggere. I 1907 blev Oklahoma en stat i USA, og dermed var det i praksis slut med Indianerterritoriet.
36°N 98°V / 36°N 98°V